# 大阪 - 湯原温泉線
大阪 - 湯原温泉線（おおさか - ゆばらおんせんせん）は大阪府大阪市・吹田市・兵庫県宝塚市・西宮市と岡山県津山市・真庭市を結ぶ、阪急バスと中鉄北部バスが共同運行していた高速バスであった。
全便座席指定制のため、乗車には予約が必要だった。

## 歴史
- 1986年7月1日 阪急バスと中鉄バスの共同運行で運行開始[1][2]。
- 1998年1月10日 真庭リバーサイドホテルへの停車を開始（米子自動車道経由便を除く）。
- 2005年2月1日 中鉄バスの新大阪 - 中国自動車道 - 落合IC（Uターン） - 米子自動車道 - 蒜山高原線を廃止。
  - これに伴い、米子自動車道の二川BSが休止となった。
- 2007年9月7日 真庭リバーサイドホテルへの停車を廃止。
- 2008年11月1日 中鉄バス担当便の運行を中鉄北部バスへ移管。
- 2008年12月20日 この日の運行を最後に廃止。

## 運行会社
- 阪急バス
  - 豊中営業所が阪急梅田〜湯原温泉系統（昼行1往復）を担当。
  - 湯原温泉側の運行支援は中鉄美作バス湯原営業所が担当。
- 中鉄北部バス
  - 津山営業所久世車庫が新大阪〜湯原温泉系統（昼行1往復）を担当。
  - 落合・勝山・湯原温泉側の予約業務は中鉄バスが担当。

## 停車停留所
▼・▽…下りは乗車のみ、上りは降車のみの扱い（白は一部便のみ運行）
▲…上りは乗車のみ、下りは降車のみの扱い
| 停車停留所名                             | 停留所所在地 | 停留所所在地 |   | 備考                                |
| ---------------------------------------- | ------------ | ------------ | - | ----------------------------------- |
| 阪急梅田（阪急三番街高速バスターミナル） | 大阪府       | 大阪市北区   | ▽ | 阪急バスのみ                        |
| 新大阪（阪急バスセンター）               | 大阪府       | 大阪市淀川区 | ▼ |                                     |
| 千里ニュータウン（桃山台駅）             | 大阪府       | 吹田市       | ▼ |                                     |
| 宝塚IC（中国道）                         | 兵庫県       | 宝塚市       | ▼ |                                     |
| 西宮名塩（中国道）                       | 兵庫県       | 西宮市       | ▼ |                                     |
| 西宮北IC（中国道）                       | 兵庫県       | 西宮市       | ▼ |                                     |
| 津山北（中国道）                         | 岡山県       | 津山市       | ▲ |                                     |
| 院庄IC（中国道）                         | 岡山県       | 津山市       | ▲ |                                     |
| 久米（中国道）                           | 岡山県       | 津山市       | ▲ |                                     |
| 中国追分（中国道）                       | 岡山県       | 真庭市       | ▲ |                                     |
| 落合IC                                   | 岡山県       | 真庭市       | ▲ | 国道313号の下市瀬落合ICバス停に停車 |
| 久世駅前                                 | 岡山県       | 真庭市       | ▲ |                                     |
| 勝山中鉄バスセンター                     | 岡山県       | 真庭市       | ▲ |                                     |
| 真賀温泉前                               | 岡山県       | 真庭市       | ▲ |                                     |
| 湯原温泉（中鉄車庫）                     | 岡山県       | 真庭市       | ▲ |                                     |

- ※途中、安富PAで10分間休憩。
- ※阪急梅田・新大阪 - 落合IC間は大阪 - 新見・三次線と共通乗車可能（ただし、落合ICの停留所の位置が異なる）。

## 運行経路
- 大阪市北区内（梅田） - 大阪市淀川区内（新大阪） - 国道423号 - 大阪府道2号大阪中央環状線 - 中国池田IC - 中国自動車道 - 落合IC - 国道313号 - 真庭市（落合地域）内 - 国道313号 - 国道181号・国道313号 - 真庭市（勝山地域）内 - 国道313号 - 真庭市（湯原地域）内

## 運行回数
- 昼行2往復

阪急バスが阪急梅田〜湯原温泉間に、中鉄北部バスが新大阪駅（阪急バスセンター）〜湯原温泉間に各1往復運行していた。

## 車内設備
- 4列シート

※以下は阪急バスのみの車内装備
- フットレスト
- レッグレスト
- ビデオ ・マルチステレオ
- トイレ
- おしぼり
- 毛布
- 電話
- スリッパ

※お茶・インスタントコーヒーのサービスもあった

## 並行・代替路線
- 大阪 - 新見・三次線（阪急バス・備北バス）
  - 阪急梅田（阪急三番街高速バスターミナル）・新大阪（阪急バスセンター） - 落合IC間で本路線と並行。本路線と共通乗車の取り扱いが行われていたが、停留所が一部異なる。
  - 本路線廃止後の2008年12月21日からは、本路線が停車していた津山北・院庄インター・久米・中国追分の各バス停に停車。

- 山陰特急バス （日本交通）

本路線廃止後の2009年4月より、湯原温泉口（はんざき橋）、久世ICに山陰特急バス 大阪・神戸 - 倉吉線の昼行便の1往復が停車。
- 帝産観光バス

2018年より、京都・新大阪 - 湯原温泉間で、湯快リゾート送迎バスを受託運行している。